# Prostitución en Estonia

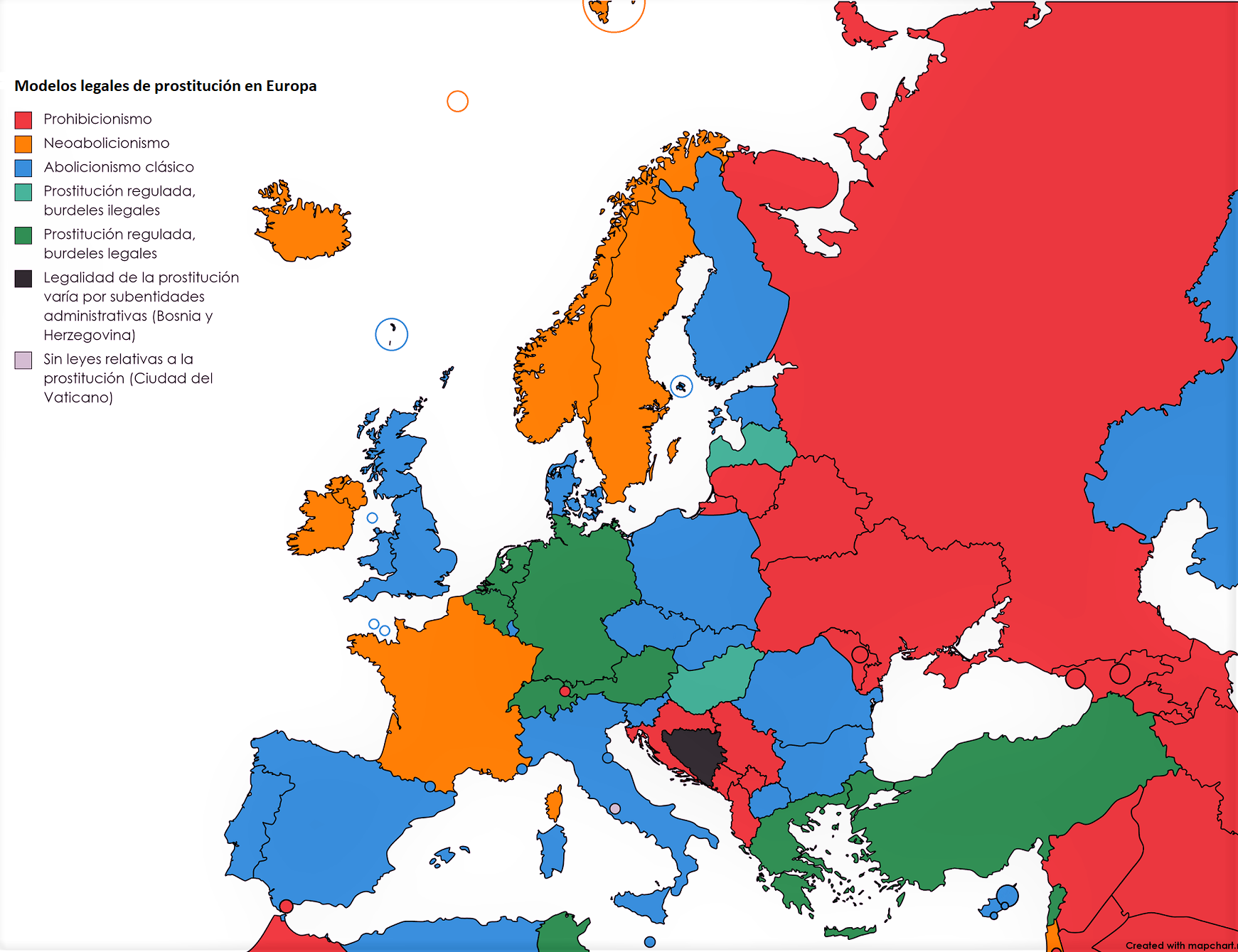
Prostitución en Europa. En azul, el modelo de abolicionismo clásico, al que pertenece, entre otros países, Estonia.

La prostitución en Estonia es legal en sí misma, pero la prostitución organizada es ilegal. Dado que la prostitución es un indicador sensible que evoluciona con los cambios del entorno social y del Estado, resulta útil dividir la historia de este fenómeno desde la primera independencia de Estonia según las distintas etapas históricas del país.
En primer lugar, el periodo de la independencia estonia 1918-1940, cuando se legalizó la prostitución en Estonia. En segundo lugar, el periodo de la ocupación soviética, cuando la prostitución estaba penalizada. En tercer lugar, desde la nueva independencia de Estonia, cuando la prostitución no está ni penalizada ni legalizada (es decir, la venta y la compra de un servicio sexual no es un delito, pero la prostitución tampoco se considera una profesión).

## Período 1918-1940

### Cuestiones legales
El 1 de junio de 1919, la llamada guardia de la moralidad, o institución censora en las ciudades más grandes, sustituyó a la policía censora. La actitud frente a la organización de la prostitución derivaba principalmente de consideraciones sanitarias. Esto no tuvo suficiente éxito y en mayo de 1920 se dictaron medidas obligatorias para luchar contra la prostitución y las infecciones de transmisión sexual (ETS). Esta normativa vinculaba las actividades de los "guardias de la moral" a las de la policía, ya que se constató que la prostitución y la delincuencia estaban "estrechamente relacionadas". El 16 de diciembre de 1927, el Parlamento aceptó una nueva ley de "Gestión de la Salud Pública" que transfería la lucha contra la prostitución al Departamento de Salud y Apoyo Social. La policía estaba obligada a prestar la ayuda práctica necesaria.

### Estadísticas
Dado que la prostitución era legal entre 1918 y 1940, los datos de ese periodo son notablemente precisos y permiten dar una visión adecuada del fenómeno. El número de prostitutas se mantuvo relativamente estable durante todo ese periodo, mostrando sólo un ligero aumento. Por ejemplo, en 1919 y 1920, había 1187 y 1141 prostitutas registradas en las ciudades estonias, y el número se mantuvo parejo hasta la década de 1930. La prostitución se extendió principalmente en las grandes ciudades, Tallin y Tartu, pero también en Narva y Pärnu. La proporción en otras ciudades era muy modesta. En 1920 había 387 prostitutas permanentes registradas en Tallin, y 455 en 1940. En Tartu eran 53 en 1922 y 156 en 1938. También había prostitutas individuales ilegales, no registradas, de las que hay muy pocos datos y no sistemáticos. A mediados de la década de 1920 se estimaba que el número de prostitutas ocultas estonias ascendía a 2000-2500. Las medidas policiales se dirigían sobre todo a descubrir y registrar a este contingente, ya que, a diferencia de las prostitutas registradas, ni las prostitutas no oficiales ni sus clientes se sometían a revisiones médicas periódicas.
La prostitución tenía lugar principalmente en "pisos de placer" donde la mujer operaba como "inquilina libre". Cada uno de estos pisos tenía aproximadamente de 4 a 9 mujeres. En 1940, había 47 apartamentos de este tipo registrados. La mayoría (90 %) de las prostitutas de Tallin a principios de los años veinte eran estonias, el 8 % rusas y el resto de otras nacionalidades. El 30 % tenía hasta 20 años, pero el grupo más numeroso era el de 20-25 años (alrededor del 50 %) y el de 26-30 años estaba representado en torno al 15 %. Alrededor del 30 % habían nacido en Tallin, el 60 % en otros lugares de Estonia y alrededor del 10 % en el extranjero.

## Periodo soviético
Con la ocupación de Estonia por la Unión Soviética, la actitud hacia la prostitución cambió drásticamente. La legalización de la prostitución fue sustituida por su negación total y se convirtió en delito. Por ejemplo, la Unidad de Censura Moral y Ambulatorio de ETS de la ciudad de Tallin, que había estado controlando a las prostitutas y su salud, fue liquidada el 16 de noviembre de 1940, sólo unos meses después de la ocupación. Las prostitutas registradas en la policía fueron reprimidas como "seres socialmente extraños" y se las incluyó en la lista, junto con miles de otras personas, para ser deportadas de Estonia en 1941.
Durante el periodo soviético, la pornografía, la prostitución y la organización de la prostitución estaban penalizadas y pertenecían al fenómeno denominado estilo de vida parasitario. Había tres párrafos relevantes en la Ley Penal: Código Penal de la República Socialista Soviética de Estonia (ESSR) (apartado 200) - preparación o distribución de un artículo pornográfico; apartado 201 - mantenimiento de un burdel; apartado 201-3 - mendicidad, vagabundeo o estilo de vida parasitario.
El proxenetismo no estaba contemplado en el Derecho Penal de la entonces república soviética. En realidad, los párrafos relacionados con la prostitución apenas se utilizaban. La razón era la ausencia de la prostitución como fenómeno de masas en la Estonia soviética y la indiferencia hacia ella por parte del gobierno. En Tallin sólo existía un tipo de prostitutas que operaban sistemáticamente: las llamadas "prostitutas de divisas", que sólo atendían a extranjeros. Dado que el KGB vigilaba de cerca a los extranjeros, las actividades de esas prostitutas sólo eran factibles con el conocimiento y el control de esa estructura. Hay razones para pensar que algunas prostitutas que servían a extranjeros eran utilizadas como informantes por el KGB.

## Periodo postsoviético
Ciertos cambios comenzaron a mediados de los años ochenta, cuando surgieron los primeros indicios de empresas privadas. Eso también trajo consigo la diferenciación de los ingresos. El aumento de ese aperturismo surtió cambio en las relaciones con extranjeros, provocando un gran impacto en los procesos siguientes. Debido al aumento de la prostitución, en 1987 se introdujo una nueva responsabilidad administrativa para esta actividad. En 1998, la policía registró a más de 268 mujeres que habían sido sorprendidas realizando servicios sexuales a cambio de dinero en albergues y hoteles.
Actualmente, la prostitución es legal en Estonia, pero el proxenetismo está prohibido. La prostitución forzada y otras actividades abusivas que rodean al comercio sexual también están prohibidas. ONUSIDA calcula que hay unas mil prostitutas en el país.

## Prostitución infantil
Una investigación realizada por agentes de policía de Tallin estimó que el 27 % de las cerca de mil trabajadoras del sexo de la ciudad eran menores de 18 años, y un estudio de investigación de ECPAT calculó una proporción similar dentro del país.

## Tráfico sexual
Estonia es un país de origen, tránsito y destino de mujeres y niñas víctimas del tráfico sexual. Las mujeres y niñas estonias son objeto de tráfico sexual dentro de Estonia y en otros países europeos. Las mujeres están cada vez más expuestas a la trata como consecuencia de los matrimonios simulados fuera de Estonia; las mujeres contraen matrimonio voluntariamente, pero se les confisca el pasaporte y son obligadas a prostituirse. Los apátridas residentes en el país báltico son especialmente vulnerables a la trata. Ciudadanos vietnamitas sometidos a explotación sexual transitan por Estonia de camino a otros países de la Unión Europea.
La Oficina de Vigilancia y Lucha contra la Trata de Personas del Departamento de Estado de los Estados Unidos clasificó en 2018 a Estonia como país de "nivel 1".